# Caleb Ndiku
Caleb Mwangangi Ndiku (* 9. Oktober 1992 in Machakos) ist ein kenianischer Mittel- und Langstreckenläufer.
2009 belegte Ndiku bei den Jugendweltmeisterschaften hinter seinem Trainingspartner Gideon Kiage Mageka den zweiten Platz im 1500-Meter-Lauf. Bei den Crosslauf-Weltmeisterschaften 2010 in Bydgoszcz gewann er den Titel im Juniorenrennen und führte Kenia zum Sieg in der Mannschaftswertung. In persönlicher Bestleistung von 3:37,30 Minuten holte er über 1500 Meter die Goldmedaille bei den Juniorenweltmeisterschaften 2010 in Moncton.
Ndiku siegte sowohl bei den Panafrikanischen Spielen 2011 in Maputo als auch bei den Afrikameisterschaften 2012 in Porto Novo im 1500-Meter-Lauf.
2014 gewann er das 3000-Meter-Rennen bei den Hallenweltmeisterschaften in Sopot und holte bei den Commonwealth Games in Glasgow die Goldmedaille im 5000-Meter-Lauf.
Am 29. August 2015 gewann er die Silbermedaille im 5000-Meter-Lauf bei den Weltmeisterschaften in Peking.
Caleb Mwangangi Ndiku ist der Sohn des ehemaligen Speerwerfers David Ndiku und hat zehn Geschwister.